# غوستاف فيدركير
 غوستاف ماكس فيدركير (2 أكتوبر 1905 - 7 يوليو 1972) كان مسؤول كرة قدم سويسري. شغل منصب رئيس الاتحاد الأوروبي لكرة القدم من عام 1962 إلى عام 1972.